# Yamato-e
Yamato-e (大和絵?, yamato-e) è uno stile pittorico nato in Giappone durante il periodo Heian, ispirato ai dipinti della dinastia cinese Tang ed evolutosi grazie alla volontà dei giapponesi di creare un proprio stile identificativo e prettamente nipponico.

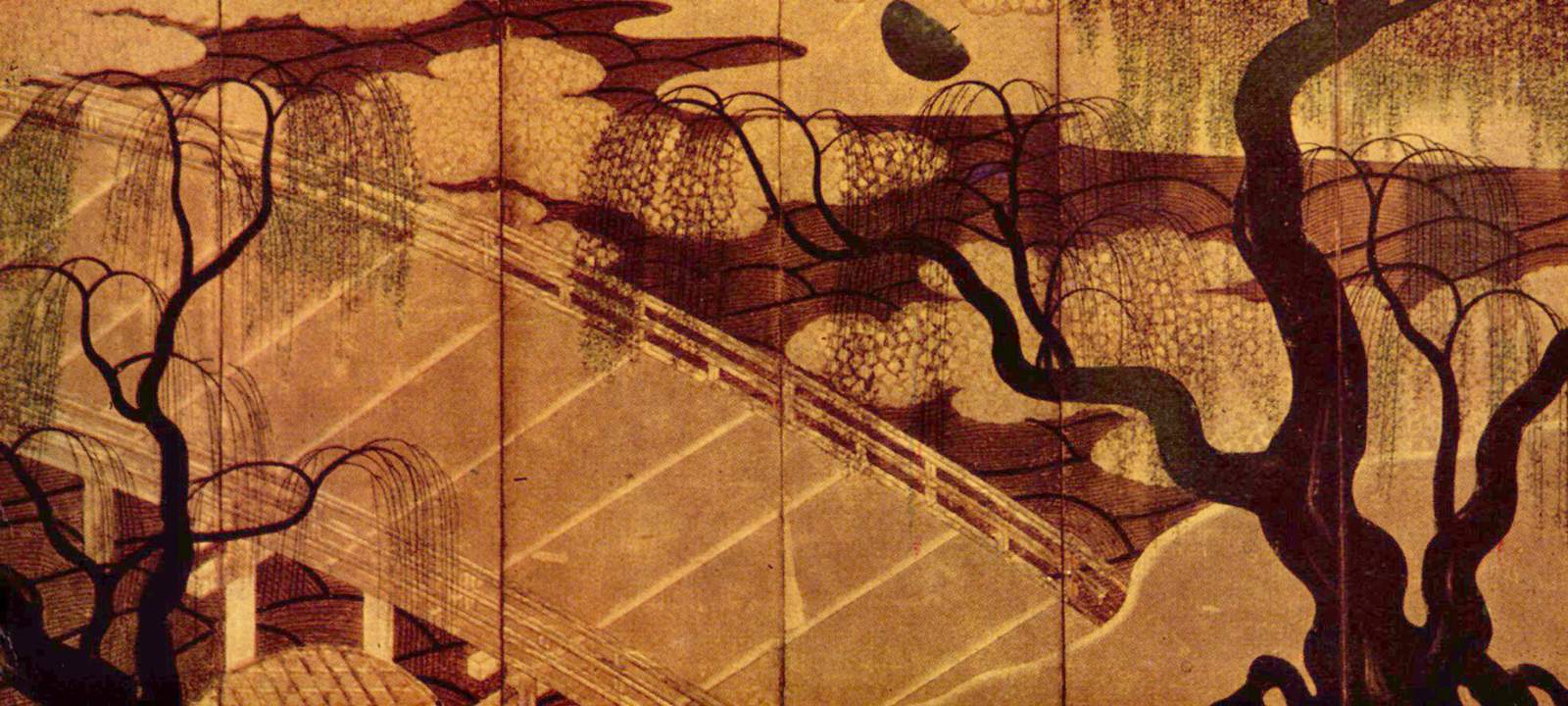
Il ponte di Uji, XVII secolo

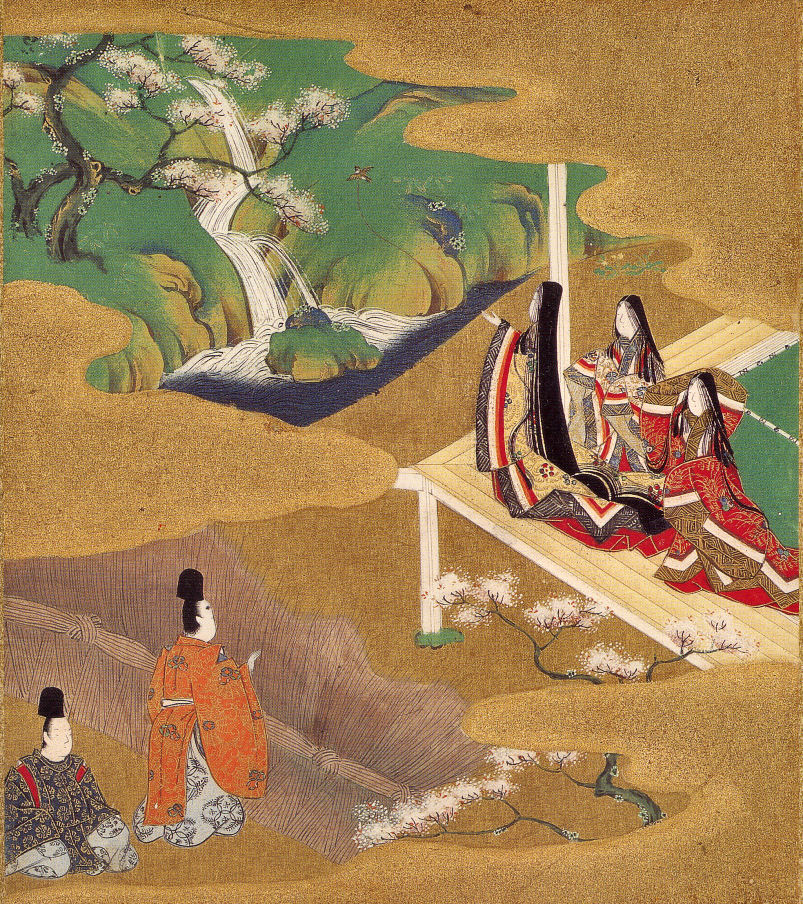
Scena tratta da Genji monogatari di Tosa Mitsuoki, del XVII secolo revival dello stile della scuola Tosa

Spesso gli Yamato-e sono organizzati come veri e propri testi narrativi che descrivono la bellezza della natura attraverso la rappresentazione di luoghi famosi o delle quattro stagioni; non si tratta di pittura simbolica ma, semplicemente, di "pittura della bellezza" vista in natura (bellezza che è incarnazione del Buddha).
Spesso disegnati su rotoli, ci sono diversi tipi di yamato-e, i più importanti sono:
- emakimono (rotoli da far scorrere tra le mani da destra a sinistra);
- kakemono (rotoli da parete);
- byōbu (paraventi).

Lo stile Yamato-e ebbe moltissima influenza sugli stili successivi, come quello degli Ukiyo-e. Nel XV secolo c'è stata una riscoperta dello stile yamato-e da parte della scuola Tosa, incluso un ritorno ai soggetti narrativi. Nel XVII secolo, la rappresentazione semplificata e stilizzata di sfondi paesaggistici dello yamato-e fu ripresa come stile per grandi opere paesaggistiche della scuola Rinpa. Successivamente l'elemento narrativo di yamato-e, l'interesse per la rappresentazione della vita quotidiana e la scelta di vedute oblique e parziali in una composizione hanno fortemente influenzato lo stile ukiyo-e, così come il nihonga.

## Definizione

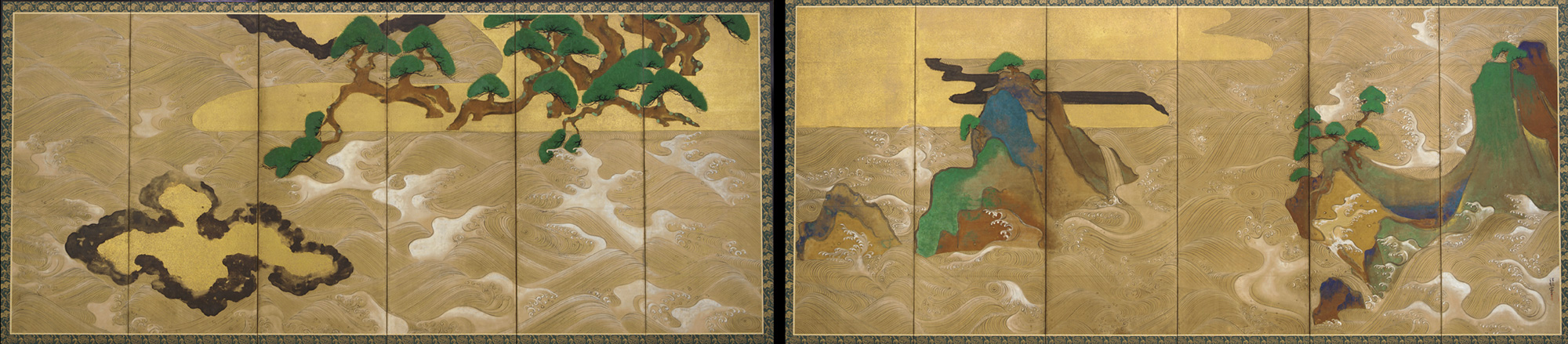
Versione della scuola Rinpa dello stile paesaggistico Yamato-e su una coppia di schermi di Tawaraya Sōtatsu, XVII secolo

Non è facile definire lo yamato-e, tuttavia, proprio come si può definire nihonga (日本画), la pittura giapponese, in contrapposizione a yo-ga (西画), la pittura occidentale, allo stesso modo, dal periodo Muromachi (XV secolo), il termine yamato-e è stato usato per distinguere questi dipinti da quelli contemporanei dello stile cinese kara-e (唐絵), ispirati ai dipinti cinesi a inchiostro dell'era Song e Yuan, che dominavano fortemente l'arte del periodo Nara.

## Storia

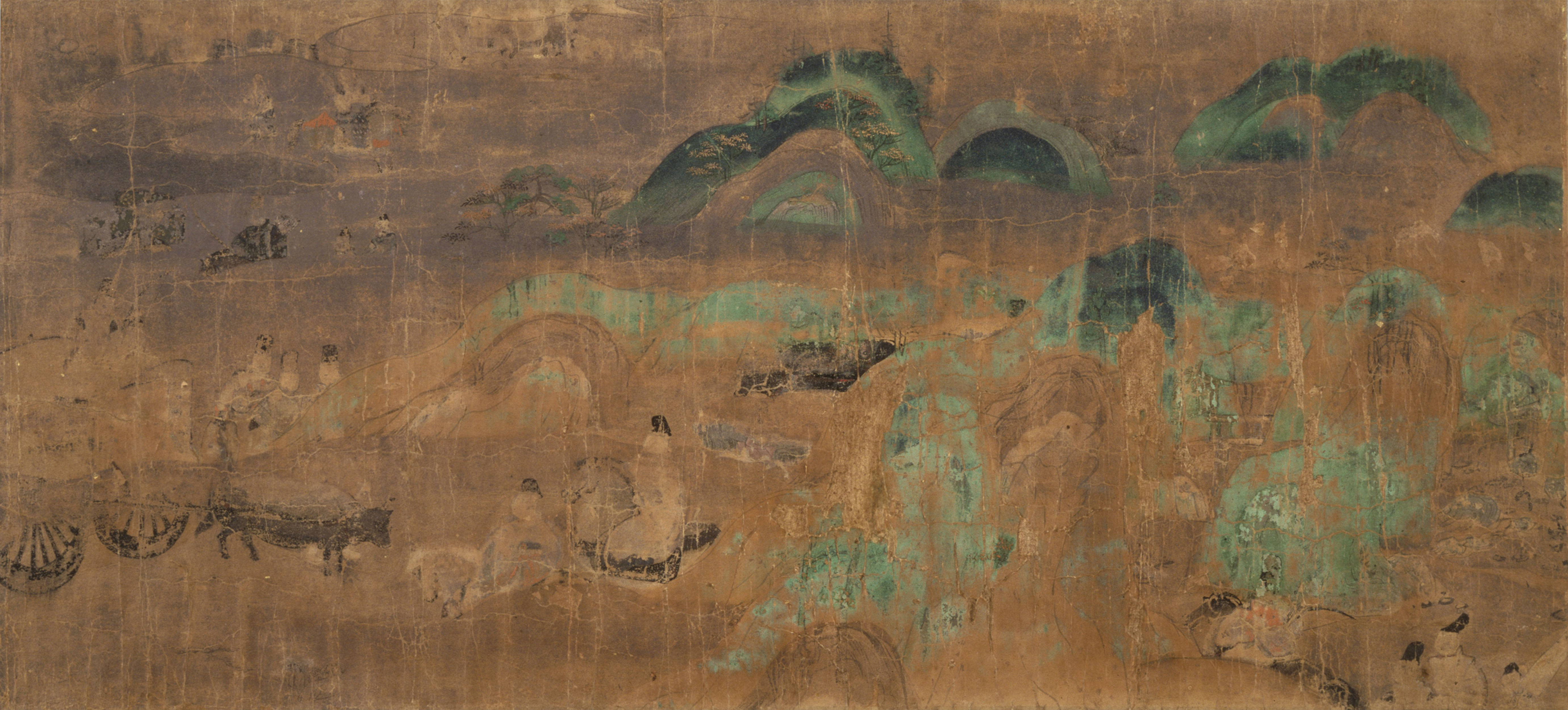
Scena del Genji Monogatari Emaki, XII secolo, Tokugawa Art Museum

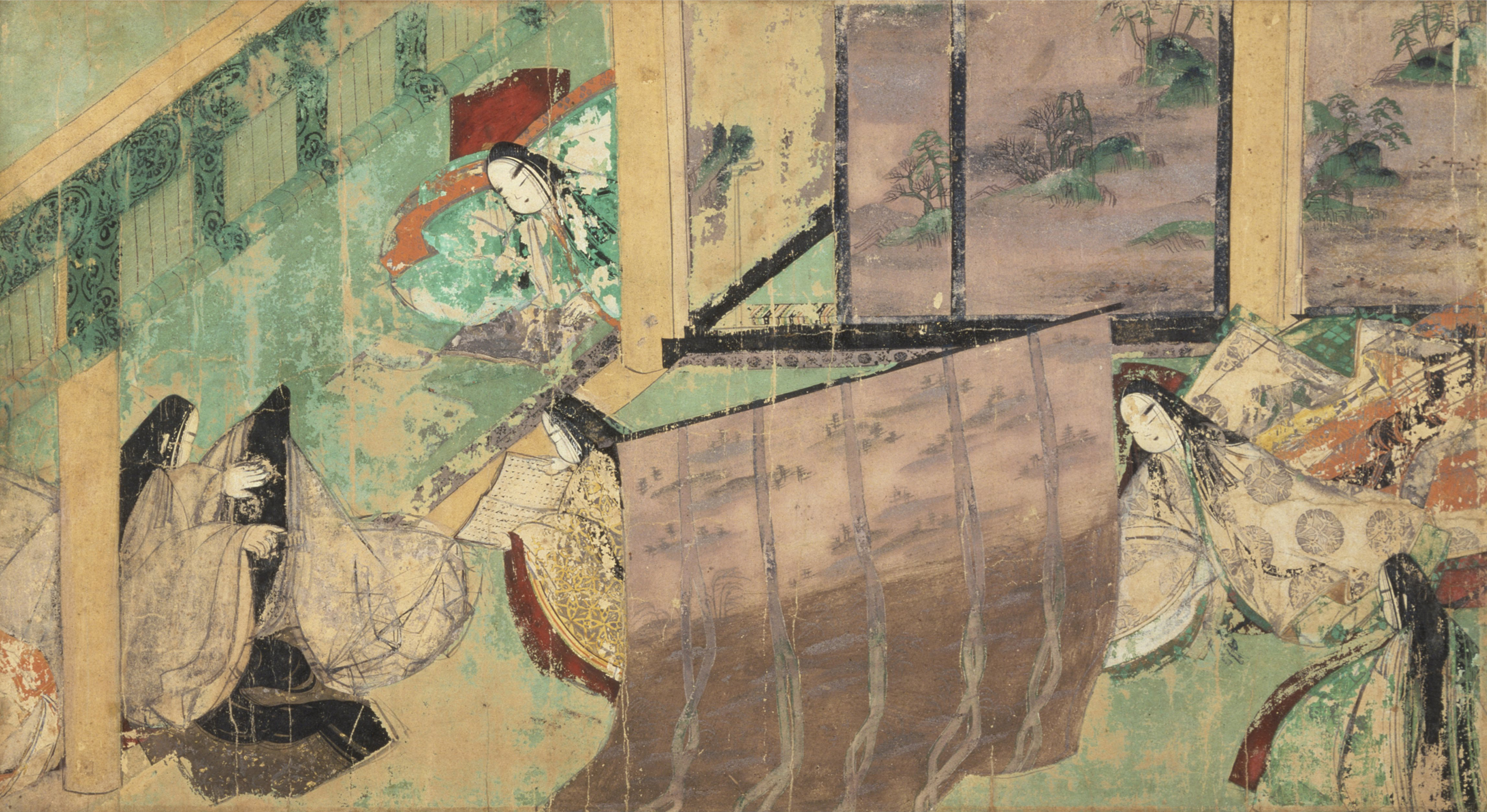
Altra scena tratta dal Genji Monogatari Emaki del Genji monogatari

Il termine yamato-e si trova nei testi Heian, anche se l'esatta gamma di opere che copriva allora, e anche in periodi successivi, è un argomento molto dibattuto. Il termine pittura yamato-e probabilmente non è apparso fino al tempo dell'imperatore Uda (889-897).
La gamma di opere considerate abbracciate dal termine yamato-e è considerevole, ma la maggior parte sono pergamene narrative con molte piccole figure. Evidentemente c'erano anche molti paraventi e opere in altri formati nei vari stili, di cui restano poche tracce. Lo stile yamato-e è evidente sullo sfondo del paesaggio di alcuni dei dipinti buddisti che sono le più numerose opere sopravvissute della pittura Heian.
Più esempi sopravvivono dal successivo periodo Kamakura (1185–1333), inclusi molti che mostrano scene di vita tra la gente comune e anche storie di guerre della storia giapponese. I Mōko Shūrai Ekotoba (Resoconto illustrato dell'invasione mongola) sono una coppia di manuali illustrati risalenti al periodo compreso tra il 1275 e il 1293. Furono commissionati dal samurai Takezaki Suenaga per tramandare il suo valore sul campo di battaglia e le sue gesta durante le invasioni mongole del Giappone.
Verso la fine del primo periodo di opere in questo stile, la Yūki Kassen Ekotoba è una pergamena lunga quasi 3 metri, con un'unica ampia scena di battaglia, dopo una sezione di testo, che illustra il suicidio di Ashikaga Mochiuji dopo la sua ribellione nel 1439.
Dominante per tutto il periodo Heian così come per quello di Kamakura, il genere perse vigore nel periodo Muromachi a favore dello stile sumi-e, pittura di paesaggio fortemente influenzata dallo Zen. La scuola Tosa, invece, continuò lo yamato-e per molti secoli.

## Temi e opere principali
- Bellezze della natura, “Quattro stagioni” (in pratica, luoghi famosi).
- Ritratti: l'arte del ritratto arrivò piuttosto tardi, dopo il periodo Heian, in particolare il ritratto realistico, chiamato nise-e.
- Racconti classici: Genji Monogatari Emaki, Murasaki Shikibu Nikki Emaki (dal famoso diario di Murasaki Shikibu), Nezame Monogatari Emaki.
- Temi buddisti: Kako Genza Inga-kyo (Il Sutra Illustrato Del Passato e Presente Karma), Gaki zōshi (Pergamena dei fantasmi affamati), Jigoku zoshi (Pergamena degli inferi).
- Dipinti di attualità: Gunki monogatari (Racconti militari), Hōgen monogatari (Racconti della ribellione Hōgen), Heiji monogatari (Racconti della ribellione di Heiji).

## Artisti famosi
- Kose Kanaoka
- Tosa Mitsuoki
- Tosa Mitsunobu
- Awataguchi Takamitsu